# یاشکووکا
یاشکووکا (به لاتین: Jaszkówka) یک روستا در لهستان است که در گمینا کووزکو واقع شده‌است.